# Harry Wijnvoord

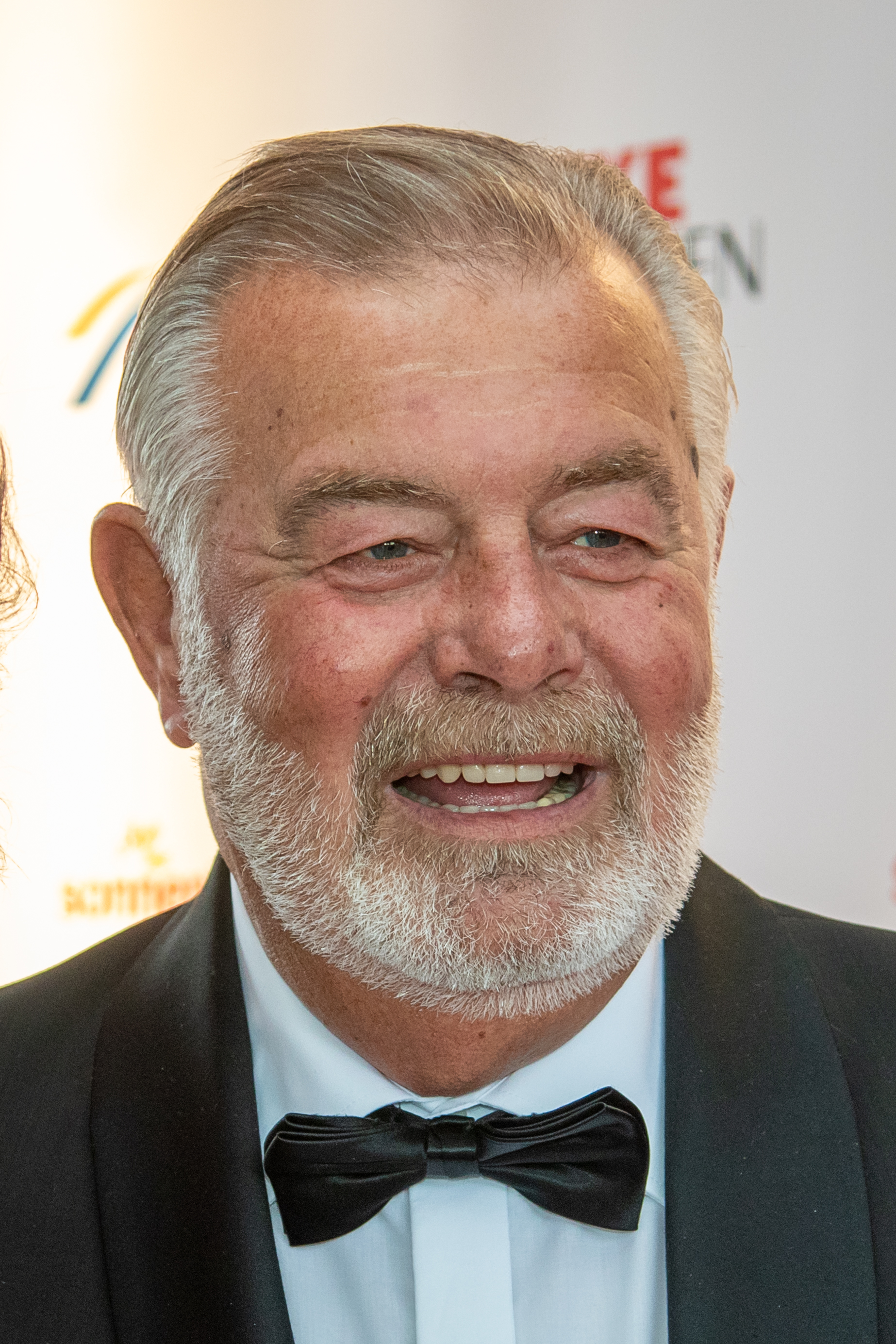
Harry Wijnvoord (2021)

Harry Robert Wijnvoord [harri: vaɪnfɔrt] (* 12. Mai 1949 in Den Haag) ist ein niederländischer Moderator der Sendung Der Preis ist heiß bei RTL Television und RTL plus. Dies machte ihn, zusammen mit seinem Moderationspartner Walter Freiwald, in Deutschland populär.

## Leben
Wijnvoord, Ältestes von vier Geschwistern, wurde in den Niederlanden geboren und zog 1964 mit seiner Familie nach Deutschland. Er machte zunächst eine Lehre als Kürschner, später eine Lehre als Gehilfe für Wirtschafts- und Steuerberater, in der er nach eigenen Aussagen „mit Mühe und Not“ das Examen im zweiten Anlauf schaffte. Er beendete seine Tätigkeit in diesem Beruf, nachdem er seinen Gesellenbrief erhalten hatte. Danach arbeitete er zunächst bei der griechischen Fluggesellschaft Olympic Airways als Verkaufsrepräsentant und bei der Schifffahrtsgesellschaft North Sea Ferries. 

## Karriere
Wijnvoord wurde von RTL-Unterhaltungschef Jochen Filser entdeckt, als dieser auf der Suche nach einem geeigneten Moderator für die neue werktägliche Gameshow Der Preis ist heiß war, einer deutschen Adaption der US-amerikanischen Show The price is right. Nach Probeaufnahmen wurde Wijnvoord engagiert und moderierte die Sendung von 1989 bis 1997, was ihn deutschlandweit bekannt machte.
Nach Der Preis ist heiß moderierte er Stars gegen Stars (1997) sowie die Kochsendung Der Reis ist heiß bei tm3. Außerdem moderierte er beim neu geschaffenen RTL-Shop. Zahlreiche RTL-Castings und Shows wurden von ihm unterstützt. Er war außerdem Werbepartner von Slim-Fast und von 2007 bis 2009 von ab-in-den-urlaub.de. Von 1995 bis 2004 moderierte er auch beim fränkischen Radiosender Radio F in Nürnberg. 2004 lieh er im Film Dieter – Der Film dem Teufel seine Stimme. Die Hölle war in jener Szene auch unverkennbar als Parodie auf die Gameshows „Der Preis ist heiß“ und „Geh aufs Ganze“ gezeichnet.
Aufsehen erregte er 2004 durch seine Teilnahme bei der RTL-Dschungel-Show Ich bin ein Star – Holt mich hier raus!, bei der er freiwillig ausstieg.
Er arbeitete als Pferde-Auktionator sowie als Moderator bei den Teleshopping-Sendern pearl.tv und MediaSpar TV. Außerdem war er bei der RadioGroup in Rheinland-Pfalz bei verschiedenen Lokalsendern als Moderator tätig. Seit dem 13. Februar 2011 moderiert er jeden Sonntag die Harry Wijnvoord Show auf TV Mittelrhein und WWTV. Harry Wijnvoord moderiert seit November 2015 regelmäßig bei dem Reisesender Sonnenklar.TV. Seit Juni 2015 moderiert Wijnvoord dort das TV-Format Auf den Spuren berühmter Filmklassiker.
2016 nahm er an der 148. Ausgabe der ARD-Quizsendung Wer weiß denn sowas? teil, in der er an der Seite von Teamkapitän Elton dem gegnerischen Team unterlag. Gleichfalls unterlag er 2021 in der 743. Folge der gleichen Show mit Teamkapitän Elton gegen das Team aus Teamkapitän Bernhard Hoëcker und dem TV-Moderator Jörg Draeger.
Im September 2016 war er in der Tele-5-Dokusoap Old Guys on Tour (OGOT) zu sehen. Dort wanderten vier ehemalige Showmaster (Jörg Draeger, Frederic Meisner, Björn-Hergen Schimpf) mehrere Tage auf dem Jakobsweg. Karl Dall war hierbei als Reiseführer und Kommentator tätig.

## Privates
Wijnvoord lebte bis zu seiner Scheidung von seiner ersten Frau Marianne (1998) im mittelfränkischen Roth bei Nürnberg, wo er auch das Bistro Wijnvoord betrieb. Aus erster Ehe hat er einen Sohn (* 1977). Außerdem war er sowohl mehrere Jahre beim in Roth stattfindenden Ironman Europe als auch bei dessen Nachfolgeveranstaltung Challenge Roth Sprecher im Zieleinlauf. Er lebt in Senden im Münsterland. Wijnvoord ist seit Juli 2021 in zweiter Ehe mit Iris Dahlke aus Hillmicke verheiratet.